# Return of the Living Dead: Necropolis
Return of the Living Dead: Necropolis (bra A Volta dos Mortos-Vivos: Necrópolis) é um telefilme estadunidense de 2005, dos gêneros comédia e horror, dirigido por Ellory Elkayem.
Neste quarto filme da série Return of the Living Dead, estrelado por Peter Coyote e Aimee Lynn Chadwick, a história se passa 10 anos após o final de Return of the Living Dead 3.